# Gewone gordelstaarthagedis
De gewone gordelstaarthagedis (Cordylus cordylus) is een hagedis uit de familie gordelstaarthagedissen (Cordylidae).

## Naam
De soort werd voor het eerst wetenschappelijk beschreven door Carl Linnaeus in 1758. Oorspronkelijk werd de wetenschappelijke naam Lacerta cordylus gebruikt. De gewone gordelstaarthagedis werd later ingedeeld bij de geslachten Zonurus  en Stellio maar dit wordt beschouwd als verouderd. De Nederlandstalige naam gewone gordelstaarthagedis slaat op het feit dat het een van de eerst bekende en meest verspreide soorten is van alle gordelstaarthagedissen. De Engelse naam voor dit dier is Cape Girdled Lizard.

## Uiterlijke kenmerken
De totale lichaamslengte bedraagt ongeveer twintig centimeter. De kleur is donker- tot lichtbruin maar kan ook naar roodbruin neigen. Het lichaam en de kop zijn afgeplat, de staart is voorzien van stekels. De staart kan worden afgeworpen maar alleen in uiterste noodzaak. De staart groeit later weer aan.

## Levenswijze
Op het menu staan voornamelijk ongewervelden zoals insecten en deels wordt ook plantaardig voedsel gegeten. Deze soort is levendbarend, dat wil zeggen, dat ze levende jongen ter wereld brengen. Per keer wordt er meestal een enkel jong geboren.

## Verspreiding en habitat
Deze soort komt voor in delen van zuidelijk Afrika en leeft in de landen Angola, Botswana, Kenia, Malawi, Mozambique, Tanzania, Zimbabwe en Zuid-Afrika. Het is een bewoner van droge, rotsige streken.
De hagedis komt plaatselijk algemeen voor en wordt niet bedreigd, door de internationale natuurbeschermingsorganisatie IUCN wordt de hagedis beschouwd als 'veilig' (Least concern of LC).